# François Denys Légitime

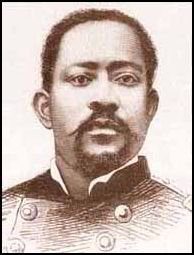
François Denys Légitime

François Denys Légitime (* 20. November 1841 in Jérémie; † 29. Juli 1935 in Port-au-Prince) war ein haitianischer Politiker und Präsident von Haiti.

## Leben

### Herkunft
Légitimes Mutter war Antoinette Lespérance, eine Tochter der ehemaligen Sklavin Modeste Testas’ und deren Mann Joseph Lespérance, einem Sklaven.

### Militärische und politische Laufbahn
Nach der Schulausbildung begann er eine militärische Laufbahn, in deren Verlauf er 1874 zum Obersten befördert wurde.
Anschließend folgte eine politische Laufbahn, die zunächst zu einer Mitgliedschaft im Senat führte. Während der Amtszeit von Präsident Lysius Salomon wurde er 1880 zum Landwirtschaftsminister und Außenminister in dessen Kabinett berufen. Nach dem Sturz von Salomon am 10. August 1888 gehörte er neben Seide Thélémaque, E. Claude, C. Archin, U. Saint-Armand sowie Florvil Hyppolite einer Provisorischen Regierung unter dem Vorsitz von Pierre Théoma Boisrond-Canal an. Hauptaufgabe der Provisorischen Regierung war die Vorbereitung der Präsidentschaftswahlen.

### Präsident 1888 bis 1889
« Insensé qui croit pouvoir remonter le courant populaire ou le refouler! » (Zitat Légitimes)

#### Kampf um die Präsidentschaft
Um die Präsidentschaft bewarb sich neben ihm auch General Thélémaque, der damalige Armeekommandant im Arrondissement Cap-Haitien. Die Wahlen waren hart umkämpft und am 17. September 1888 war die Wahl der Abgeordneten der Deputiertenkammer abgeschlossen, die den Präsidenten wählen sollten. Die Mehrheit der Abgeordneten schien auf Seiten Légitimes zu stehen. Am 28. September 1888 kam es zu einem unglücklichen Zwischenfall zwischen den Parteigängern der beiden Präsidentschaftskandidaten. General Thélémaque, der sich unter seine Soldaten begab, um den Zwischenfall zu beenden, wurde durch eine umherirrende Kugel getroffen und verstarb wenige Stunden später. Dieses traurige Ereignis führte zu ernsthaften Konsequenzen.
Die Vertreter der Départements Nord, Nord-Ouest und Artibonite hielten Légitime für den Verantwortlichen für den Tod seines Rivalen und forderten ihn zum Verzicht auf die Präsidentschaftskandidatur auf. Die Abgeordneten der Departements Ouest und Sud sprachen Légitime ihre Unterstützung aus, da dieser nach ihrer Ansicht nach nicht in ein Verbrechen, noch dazu in ein Schwerverbrechen verwickelt sein konnte. Aus diesem Grund forderten sie dazu auf, Schuldzuweisungen gegen Légitime wegen Thélémaques Tod zu unterlassen.
Die Protestanten, wie die Anhänger von General Thélémaque genannt wurden, errichteten eine Provisorische Regierung der Republik Nord-Haiti in Cap-Haitien, zu deren Vorsitzenden General Hyppolite benannt wurde, während die Wahlmänner der Departements Ouest und Sud nach einem Treffen in Port-au-Prince Légitime am 14. Oktober 1888 zum Vorsitzenden des Exekutivkomitees wählten.
Obwohl sie sahen, dass die Abgeordneten aus den Departements Nord, Nord-Ouest und Artibonite dieser Wahl distanziert gegenüberstanden, wählten sie dessen ungeachtet Légitime am 16. Oktober 1888 zum Präsidenten von Haiti.

#### Präsidentschaft und Sturz
Seine Gegner protestierten gegen diese Wahl, weil die Abgeordneten bei der Versammlung in Port-au-Prince nicht über ein rechtmäßiges Quorum verfügt hatten. Allerdings wurde Légitimes Autorität durch die europäischen Mächte anerkannt, während die USA unentschlossen bezüglich ihrer zukünftigen Unterstützung waren. Allerdings wurden sie unsicher wegen der Intimität zwischen dem neuen Präsidenten und dem Comte de Ses Maisons, dem damaligen französischen Gesandten in Haiti, sodass das Vertrauen in General Hyppolite auf US-amerikanischer Seite wuchs.
Diese Parteilichkeit führte jedoch kurz darauf zu ernsthaften Komplikationen. Am 22. Oktober 1888 eroberte das haitianische Kriegsschiff Dessalines das amerikanische Dampfschiff Haytian Republic beim Auslaufen aus dem Hafen von Saint-Marc. An Bord des Dampfschiffs befand sich eine Kommission, die in mehreren Häfen im Süden Haitis versuchte, die Autorität Légitimes zu untergraben. Darüber hinaus befanden sich an Bord der Haytian Republic Soldaten, Waffen und Munition für die Truppen General Hyppolites. Zur Beilegung der Krise fand die Anrufung eines Prisengerichts statt, bei dem es zur Intervention des US-Außenministeriums kam. Nach mehreren langwierigen Unterhandlungen gab die Regierung Haitis das zuvor konfiszierte Dampfschiff Haytian Republic frei und am 20. Dezember 1888 wurde es an den amerikanischen Konteradmiral Stephen Luce übergeben. In der Folgezeit kam es immer wieder zu Zwischenfällen in haitianischen Gewässern oder Häfen.
Recht bald kam es jedoch zu regionalen Spannungen, die dazu führten, dass die aus dem Norden Haitis stammenden Politiker um Hyppolite und Anténor Firmin eine eigene Regierung bildeten. Légitime war jedoch nicht in der Lage, seine Macht zu behaupten. Dadurch bedingt und aufgrund von Intrigen zwischen seinen eigenen Freunden kam es zu seiner Absetzung am 22. August 1889. Am folgenden Tag wurde General Monpoint Jeune als sein Nachfolger zum kommissarischen Präsidenten ernannt.
Anschließend ging er zunächst ins Exil nach New York City und kurz darauf nach Frankreich. Nachdem er 1896 nach Haiti zurückgekehrt war, verbrachte er die folgenden fast vierzig Jahre seines Lebens in Port-au-Prince, ohne jedoch erneut politisch in Erscheinung zu treten. Dennoch war er weiterhin politisch interessiert und Verfasser von Essays zu politischen Themen wie Some General Considerations On The People And The Government Of Haiti (1911).